# هاگ ریلی
هاگ ریلی (انگلیسی: Hugh Reilly; ۳۰ اکتبر ۱۹۱۵ – ۱۷ ژوئیهٔ ۱۹۹۸)  بازیگر تئاتر و بازیگر تلویزیون اهل ایالات متحده آمریکا بود.